# أجيلاث
ليوبولدو أجيلاث (بالإسبانية: Leopoldo Eguílaz y Yanguas)‏ هو مستشرق أسباني ، عاش في النصف الثاني من القرن التاسع عشر الميلادي. كان أستاذاً للغة العربية وعميداً لكلية الآداب بجامعة غرناطة.
من أهم آثاره: «معجم اشتقاقي بالكلمات الأسبانية ذات الأصل الشرقي»: Glosario etimológico de palabras espanolas de origin oriental. Granada, 1886.